# Роберт Метвен Петрі
Роберт Метвен Петрі (англ. Robert Methven Petrie; 15 травня 1906 — 8 квітня 1966) — канадський астроном.

## Біографія
Народився в Сент-Ендрюс (Шотландія), з 1911 року жив у Канаді. У 1928 році закінчив Університет Британської Колумбії, упродовж 1928—1932 років продовжував вивчати астрономію в Мічиганському університеті (США) і до 1935 року працював у тому ж університеті. З 1935 році працював в астрофізичній обсерваторії у Вікторії (з 1951 року — директор).
Основні праці в області зоряної спектроскопії. Очолював протягом 25 років одну з основних програм обсерваторії у Вікторії — визначення променевих швидкостей B-зірок з метою вивчення руху і розподілу зірок і газу в Галактиці. Показав, що існує великий розкид індивідуальних променевих швидкостей цих зірок щодо їхньої регулярної швидкості, що відповідає обертанню Галактики; цей факт може свідчити про те, що B-зірки утворюють в околицях Сонця розширювану асоціацію. Удосконалив методи визначення відстаней до гарячих зірок за їхніми кінематичними характеристиками, розробив метод визначення світимості гарячих зірок за інтенсивністю водневих ліній в їхніх спектрах. Досліджував орбіти багатьох спектрально-подвійних зірок, визначив розміри, маси і світності їхніх компонентів і тим самим вніс великий внесок в уточнення залежності маса — світність для ранніх зірок. Ряд робіт присвячено вивченню будови атмосфер пульсуючих зірок щодо змін їхніх променевих швидкостей. Для підвищення точності вимірювань променевих швидкостей зірок вибрав і досліджував систему ліній, зручних для подібних вимірів, у спектрах зірок класів від B0 до K4 і у великому інтервалі дисперсій, показав, що його система дозволяє отримувати променеві швидкості без систематичних помилок; ця система була рекомендована Міжнародним астрономічним союзом як стандарт. Розробив проєкційний компаратор, що значно полегшує вимірювання променевих швидкостей. Зробив значний внесок у розвиток астрофізичної обсерваторії у Вікторії; був ініціатором створення 150-дюймового канадського рефлектора і очолив його будівництво.
Член Канадського королівського товариства, президент Канадського королівського астрономічного товариства (1955—1956), президент Тихоокеанського астрономічного товариства (1962—1964). Золота медаль Торі Канадського королівського товариства (1961).
На його честь названо кратер на Місяці.